# Jüdische Gemeinde Horb am Neckar
Eine Jüdische Gemeinde in Horb am Neckar, einer Stadt im Landkreis Freudenstadt im nördlichen Baden-Württemberg, bestand bereits im Mittelalter. Die neuzeitliche jüdische Gemeinde entstand nach 1862 und existierte bis 1939.

## Geschichte

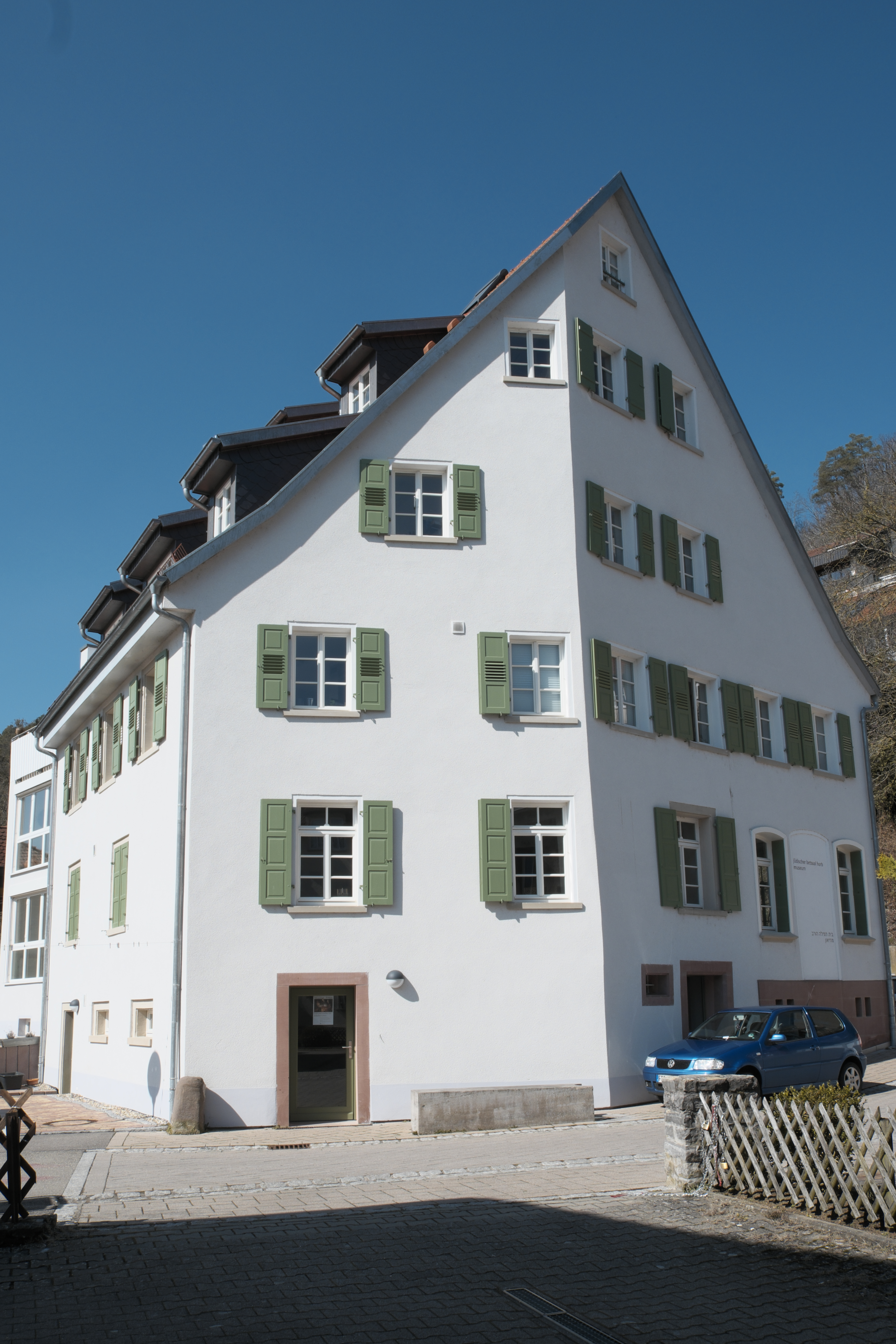
Jüdischer Betsaal

Die erste uns überlieferte jüdische Gemeinde in Horb wurde im Verlaufe eines Pogroms während einer Pestepidemie am 20. Dezember 1348 vernichtet. Zwischen 1396/98 und 1456 kam es zur erneuten Ansiedlung von Juden. Auch während des Dreißigjährigen Krieges lebten Juden in Horb (52 Personen im Jahr 1633), die jedoch 1708 wieder ausgewiesen wurden. 
Juden konnten sich erst nach 1862 wieder in Horb niederlassen. Am 1. April 1903 wurde offiziell eine rechtlich selbständige jüdische Gemeinde gegründet, die bis 1939 bestand. Die jüdische Gemeinde hatte eine Synagoge, eine Religionsschule und seit 1904 einen eigenen Friedhof.    
Im Ersten Weltkrieg fielen aus der jüdischen Gemeinde Hugo und Siegfried Stern. Auf dem Kriegerdenkmal an der Kirchenmauer der Stiftskirche stehen ihre Namen.

## Gemeindeentwicklung
| Jahr | Gemeindemitglieder                           |
| ---- | -------------------------------------------- |
| 1864 | 6 Personen oder 0,3 % von 1.880 Einwohnern   |
| 1880 | 65 Personen oder 2,9 % von 2.237 Einwohnern  |
| 1890 | 101 Personen oder 4,6 % von 2.187 Einwohnern |
| 1900 | 134 Personen oder 5,3 % von 2.527 Einwohnern |
| 1905 | 138 Personen                                 |
| 1925 | 109 Personen oder 4,1 % von 2.655 Einwohnern |
| 1933 | 100 Personen                                 |

## Nationalsozialistische Verfolgung
An ehemaligen, bis nach 1933 bestehenden Handels- und Gewerbebetrieben im Besitz jüdischer Familien / Personen sind bekannt: Textilhaus Fa. Carl Augsburger, Inh. Jakob Wolfsheimer (Neckarstraße 17), Textilgeschäft Mina Augsburger (Marktstraße 5), Seifen-, Öl- und Fetthandlung Hermann Bernheim (Marktstraße 3), Koschere Metzgerei Emil Dampf, dann Leopold Liebmann (Neckarstraße), Textilgeschäft Josef und Viktor Eßlinger (Schulstraße), Öl- und Fettgroßhandlung Hermann Gideon (Dammstraße, abgebrochen), Seifenfabrik, Dampftalgschmelze Willy Gideon (Mühlener Torweg 19-23), Textilgeschäft, Bettwäsche Salo Gundelfinger (Markstraße 9), Dentist Albert Hanhart (Neckarstraße 49), Kolonialwarengeschäft Adolf Landauer (Neckarstraße), Viehhandlung Karl Lemberger (Gutermannstraße, abgebrochen), Wollhandlung Heinrich Levi (Saarstraße 10), Lederhandlung Gebr. Feigenheimer, Inh. Simon Liebmann (Ihlinger Straße 17), Manufakturwaren- und Weißwarenhandlung Gustav Schwarz (Schillerstraße), Jüdisches Café, Gastwirtschaft und Viehhandlung Sigmund Levi (Schillerplatz, abgebrochen), Viehhandlung Louis Schwarz (Gutermannstraße 14, abgebrochen), Viehhandlung Max Schwarz (Mühlener Straße), Mechanische Kleiderfabrik L. Stern KG., Inh. Heinrich, Sally und Siegfried Stern (Mühlener Torweg 3), Schuhhandlung und Reparaturwerkstätte Hans, Hermann und Julius Tannhauser (Neckarstraße, abgebrochen), Viehhandlung Viktor Wälder (Neckarstraße, abgebrochen), Bankgeschäft Karl Weil (Schillerstraße).  (aus: alemannia judaica)        
Beim Novemberpogrom 1938 wurde die Synagoge geschändet und zerstört. Die Schaufenster jüdischer Geschäftshäuser wurden eingeschlagen und es kam zu Plünderungen. 1941 wurden die letzten jüdischen Einwohner zwangsweise nach Rexingen umgesiedelt. Ende 1941 wurden 25 von ihnen nach Riga und Theresienstadt deportiert. 
Das Gedenkbuch des Bundesarchivs verzeichnet 27 in Horb am Neckar geborene jüdische Bürger, die dem Völkermord des nationalsozialistischen Regimes zum Opfer fielen.